# Любехова
Любехова (пол. Lubiechowa, нім. Hohenliebenthal) — село в Польщі, у гміні Свежава Злоторийського повіту Нижньосілезького воєводства.
Населення — 563 особи (2011).
У 1975-1998 роках село належало до Єленьоґурського воєводства.

## Демографія
Демографічна структура станом на 31 березня 2011 року:
|          | Загалом | Допрацездатний вік | Працездатний вік | Постпрацездатний вік |
| -------- | ------- | ------------------ | ---------------- | -------------------- |
| Чоловіки | 274     | 46                 | 206              | 22                   |
| Жінки    | 289     | 67                 | 156              | 66                   |
| Разом    | 563     | 113                | 362              | 88                   |